# Gigantettix minusculus
Gigantettix minusculus är en insektsart som beskrevs av Andrej Vasiljevitj Gorochov 1998. Gigantettix minusculus ingår i släktet Gigantettix och familjen grottvårtbitare. Inga underarter finns listade i Catalogue of Life.